# لیگ قهرمانان کونکاکاف ۱۷–۲۰۱۶
لیگ قهرمانان کونکاکاف ۱۷–۲۰۱۶ (که به طور رسمی با نام لیگ قهرمانان کونکاکاف اسکوشیابانک ۱۷–۲۰۱۶ شناخته می‌شود) نهمین دوره لیگ قهرمانان کونکاکاف با نام فعلی و به طور کلی پنجاه و دومین دوره از مسابقات برتر باشگاهی فوتبال بود که توسط کونکاکاف، نهاد حاکم منطقه‌ای آمریکای شمالی، آمریکای مرکزی و کارائیب برگزار شد.
پاچوکا با شکست دادن اونال در مجموع دو بازی رفت و برگشت و با نتیجه ۲–۱ در فینال، پنجمین عنوان قهرمانی خود و اولین عنوان قهرمانی خود از فصل ۱۰–۲۰۰۹ را به دست آورد. پاچوکا به عنوان قهرمان لیگ قهرمانان کونکاکاف ۱۷–۲۰۱۶، به عنوان نماینده کونکاکاف در جام باشگاه‌های جهان ۲۰۱۷ در امارات متحده عربی شرکت کرد. آمریکا دو تورنمنت قبلی را برده بود، اما به این تورنمنت راه نیافت و نتوانست از عنوان قهرمانی خود دفاع کند.

## نحوه صلاحیت
۲۴ تیم در لیگ قهرمانان کونکاکاف ۱۰–۲۰۰۹ از مناطق آمریکای شمالی، آمریکای مرکزی و کارائیب شرکت کردند. ۹ تیم از آمریکای شمالی (از ۳ فدراسیون)، ۱۲ تیم از آمریکای مرکزی (از حداکثر ۷ فدراسیون) و ۳ تیم از کارائیب (حداکثر ۳ فدراسیون) بودند. بنابراین، حداکثر ۱۳ فدراسیون از ۴۱ فدراسیون عضو کونکاکاف می‌توانستند در این مسابقات شرکت کنند.
تیم‌ها در صورت نداشتن ورزشگاهی برای مسابقات که کونکاکاف مناسب می‌داند، محروم و جایگزین شوند. اگر باشگاهی نتواند استانداردهای ورزشگاه خانگی خود را رعایت کند، این باشگاه باید ورزشگاه مناسبی در کشور خود پیدا کند. اگر باشگاه مذکور نتواند امکانات کافی را فراهم کند، خطر جایگزین شدن را به دنبال دارد.

### آمریکای شمالی
در مجموع ۹ باشگاه از اتحادیه فوتبال آمریکای شمالی در لیگ قهرمانان شرکت کردند. به مکزیک و ایالات متحده چهار سهمیه، بیشتر از هر کشور در کونکاکاف، اختصاص یافت، در حالی که به کانادا یک سهمیه اعطا شد.۹ تیم از اتحادیه فوتبال آمریکای شمالی (نافو) به لیگ قهرمانان راه یافتند. سهمیه سه انجمن عضو نافو به شرح زیر بود: چهار سهمیه برای هر یک از کشورهای مکزیک و ایالات متحده و یک سهمیه برای کانادا.
برای مکزیک، برندگان فصل‌های آغازین و پایانی لیگ مکزیک، سهمیه حضور در گلدان ۳ مرحله گروهی مسابقات را کسب می‌کنند. اگر تیمی به فینال هر دو تورنمنت برسد، سهمیه خالی شده از طریق رکورد فصل عادی به تیم‌های دیگر اختصاص داده می‌شود.
برای ایالات متحده، سه سهمیه از طریق فصل عادی لیگ برتر فوتبال (ام‌ال‌اس) و پلی آف اختصاص داده می‌شود؛ جایگاه چهارم به برنده جام داخلی آن، جام یو اس اوپن، اختصاص داده می‌شود. اگر مستقر در ایالات متحده باشد، برنده جام ام‌ال‌اس، برنده ساپورترز شیلد، برنده دیگر کنفرانس فصل عادی و برنده جام یو اس اوپن در گلدان ۳ قرار می‌گیرند. اگر تیمی از طریق چندین جایگاه واجد شرایط شود، یا اگر هر یک از سهمیه‌های ام‌ال‌اس توسط یک تیم ام‌ال‌اس مستقر در کانادا اشغال شود، جایگاه به بهترین تیم مستقر در ایالات متحده در جدول ساپورترز شیلد که نتوانسته است به روش دیگری واجد شرایط شود، اختصاص داده می‌شود.
برای کانادا، برنده مسابقات جام داخلی، جام مسافران (که در مسابقات قهرمانی کانادا شرکت داشتند)، تنها سهمیه کانادا را در گلدان ۲ مسابقات به دست می‌آورد.

### آمریکای مرکزی
۱۲ تیم از اتحادیه فوتبال آمریکای مرکزی (اونکاف) به لیگ قهرمانان راه پیدا می‌کنند. تخصیص سهمیه‌های فدراسیون‌های عضو اونکاف به شرح زیر است: دو تیم از کاستاریکا، هندوراس، گواتمالا، پاناما و السالوادور، و یک تیم از نیکاراگوئه و بلیز. تیم‌های کاستاریکا، هندوراس، گواتمالا و تیم اول پاناما در گلدان ۲ و تیم دوم پاناما و تیم‌های السالوادور، نیکاراگوئه و بلیز در گلدان ۱ قرار می‌گیرند.
همه این لیگ‌ها از فصل تقسیم‌شده با دو تورنمنت در یک سال استفاده می‌کنند، بنابراین هر دو قهرمان تورنمنت در صورت وجود دو سهمیه خالی (اگر یک تیم هر دو تورنمنت را ببرد، نایب قهرمان با مجموع امتیازات بهتر نیز واجد شرایط می‌شود) یا اگر فقط یک سهمیه خالی وجود داشته باشد، قهرمان با مجموع امتیازات بهتر واجد شرایط می‌شود.
اگر یک یا چند باشگاه منع شود، با باشگاهی از دیگر انجمن‌های آمریکای مرکزی جایگزین می‌شود. تخصیص مجدد بر اساس نتایج مسابقات قبلی لیگ قهرمانان است.

### کارائیب
سه تیم از اتحادیه فوتبال کارائیب (سی‌اف‌یو) به لیگ قهرمانان کونکاکاف راه پیدا می‌کنند. سه سهمیه در گلدان ۱، به سه تیم برتر جام باشگاه‌های کارائیب اختصاص داده می‌شود، مسابقاتی شبه قاره‌ای که برای باشگاه‌های ۳۱ انجمن عضو سی‌اف‌یو آزاد است. برای اینکه یک تیم بتواند به جام باشگاه‌های کارائیب راه پیدا کند، معمولاً باید در فصل قبل به عنوان قهرمانی یا نایب قهرمانی لیگ انجمن مربوطه خود دست یابد، اما اگر تیم‌های حرفه‌ای در لیگ کشور دیگری بازی کنند، ممکن است توسط انجمن‌هایشان نیز انتخاب شوند.
اگر هر یک از باشگاه‌های کارائیب محروم شود، با تیم چهارم جام باشگاه‌های کارائیب جایگزین می‌شود.

## تیم‌ها
۲۴ تیم زیر به مسابقات راه یافتند.
در جدول زیر، تعداد بازی‌ها، آخرین حضور و بهترین نتیجه قبلی فقط مربوط به دوره لیگ قهرمانان کونکاکاف از فصل ۰۹–۲۰۰۸ می‌شود (بدون احتساب بازی‌های دوره جام قهرمانان از ۱۹۶۲ تا ۲۰۰۸).
| انجمن                   | تیم                   | گلدان                 | نحوه راه‌یابی                              | حضور                  | آخرین حضور            | بهترین نتیجه            |
| آمریکای شمالی (۹ تیم)   | آمریکای شمالی (۹ تیم) | آمریکای شمالی (۹ تیم) | آمریکای شمالی (۹ تیم)                     | آمریکای شمالی (۹ تیم) | آمریکای شمالی (۹ تیم) | آمریکای شمالی (۹ تیم)   |
| ----------------------- | --------------------- | --------------------- | ----------------------------------------- | --------------------- | --------------------- | ----------------------- |
| مکزیک ۴ سهمیه           | اونال                 | ۳                     | قهرمان فصل پایانی ۲۰۱۵                    | سومین                 | ۱۶–۲۰۱۵               | نایب قهرمانی (۱۶–۲۰۱۵)  |
| مکزیک ۴ سهمیه           | پاچوکا                | ۳                     | قهرمان فصل آغازین ۲۰۱۶                    | سومین                 | ۱۵–۲۰۱۴               | قهرمانی (۱۰–۲۰۰۹)       |
| مکزیک ۴ سهمیه           | اونام                 | ۳                     | نایب قهرمان فصل پایانی ۲۰۱۵               | چهارمین               | ۱۲–۲۰۱۱               | نیمه نهایی (۲ بار)      |
| مکزیک ۴ سهمیه           | مونتری                | ۳                     | نایب قهرمان فصل آغازین ۲۰۱۶               | چهارمین               | ۱۳–۲۰۱۲               | قهرمانی (۳ بار)         |
| ایالات متحده ۴ سهمیه    | پورتلند تیمبرز        | ۳                     | قهرمان جام ام‌ال‌اس ۲۰۱۵                    | دومین                 | ۱۵–۲۰۱۴               | مرحله گروهی (۱۵–۲۰۱۴)   |
| ایالات متحده ۴ سهمیه    | نیویورک رد بولز       | ۳                     | قهرمان ساپورترز شیلد ۲۰۱۵                 | سومین                 | ۱۵–۲۰۱۴               | مرحله گروهی (۱۵–۲۰۱۴)   |
| ایالات متحده ۴ سهمیه    | دالاس                 | ۳                     | قهرمان کنفرانس غرب فصل عادی ام‌ال‌اس ۲۰۱۵   | دومین                 | ۱۲–۲۰۱۱               | مرحله گروهی (۱۲–۲۰۱۱)   |
| ایالات متحده ۴ سهمیه    | اسپورتینگ کانزاس‌سیتی  | ۳                     | قهرمان جام یو اس اوپن ۲۰۱۵                | سومین                 | ۱۵–۲۰۱۴               | یک‌چهارم نهایی (۱۴–۲۰۱۳) |
| کانادا ۱ سهمیه          | ونکوور وایتکپس        | ۲                     | قهرمان مسابقات قهرمانی کانادا ۲۰۱۵        | دومین                 | ۱۶–۲۰۱۵               | مرحله گروهی (۱۶–۲۰۱۵)   |
| آمریکای مرکزی (۱۲ تیم)  |                       |                       |                                           |                       |                       |                         |
| کاستاریکا ۲ سهمیه       | ساپریسا               | ۲                     | قهرمان فصل زمستانی ۲۰۱۵                   | ششمین                 | ۱۶–۲۰۱۵               | نیمه نهایی (۱۲–۲۰۱۱)    |
| کاستاریکا ۲ سهمیه       | هردیانو               | ۲                     | قهرمان فصل تابستانی ۲۰۱۶                  | هفتمین                | ۱۶–۲۰۱۵               | نیمه نهایی (۱۵–۲۰۱۴)    |
| هندوراس ۲ سهمیه         | هندوراس پروگرسو       | ۲                     | قهرمان فصل پایانی ۲۰۱۵                    | اولین                 | –                     | –                       |
| هندوراس ۲ سهمیه         | المپیا                | ۲                     | قهرمان فصل آغازین ۲۰۱۶                    | نهمین                 | ۱۶–۲۰۱۵               | یک‌چهارم نهایی (۲ بار)   |
| گواتمالا ۲ سهمیه        | آنتیگوا               | ۲                     | قهرمان فصل پایانی ۲۰۱۵                    | اولین                 | –                     | –                       |
| گواتمالا ۲ سهمیه        | سوئیچتپکز             | ۲                     | قهرمان فصل آغازین ۲۰۱۶                    | اولین                 | –                     | –                       |
| پاناما ۲ سهمیه          | عربه یونیدو           | ۲                     | قهرمان فصل پایانی ۲۰۱۵                    | پنجمین                | ۱۶–۲۰۱۵               | یک‌چهارم نهایی (۲ بار)   |
| پاناما ۲ سهمیه          | پلازا آمادور          | ۱                     | قهرمان فصل آغازین ۲۰۱۶                    | اولین                 | –                     | –                       |
| السالوادور ۲ سهمیه      | آلیانسا               | ۱                     | قهرمان فصل پایانی ۲۰۱۵                    | دومین                 | ۱۲–۲۰۱۱               | مرحله مقدماتی (۱۲–۲۰۱۱) |
| السالوادور ۲ سهمیه      | دراگون                | ۱                     | قهرمان فصل آغازین ۲۰۱۶                    | اولین                 | –                     | –                       |
| نیکاراگوئه ۱ سهمیه      | رئال استیلی           | ۱                     | قهرمان با رکورد مجموع بهتر در فصل ۱۶–۲۰۱۵ | ششمین                 | ۱۶–۲۰۱۵               | مرحله گروهی (۳ بار)     |
| بلیز ۱ سهمیه            | پلیس یونایتد          | ۱                     | قهرمان با رکورد مجموع بهتر در فصل ۱۶–۲۰۱۵ | اولین                 | –                     | –                       |
| کارائیب (۳ تیم)         |                       |                       |                                           |                       |                       |                         |
| ترینیداد و توباگو ۲ تیم | سنترال                | ۱                     | قهرمان جام باشگاه‌های کارائیب ۲۰۱۶         | دومین                 | ۱۶–۲۰۱۵               | مرحله گروهی (۱۶–۲۰۱۵)   |
| ترینیداد و توباگو ۲ تیم | دبلیو کانکشن          | ۱                     | نایب قهرمان جام باشگاه‌های کارائیب ۲۰۱۶    | پنجمین                | ۱۶–۲۰۱۵               | مرحله گروهی (۴ بار)     |
| هائیتی ۱ تیم            | دون بوسکو             | ۱                     | رتبه سوم جام باشگاه‌های کارائیب ۲۰۱۶       | اولین                 | –                     | –                       |

## قرعه کشی
قرعه‌کشی این مسابقات در تاریخ ۳۰ مه ۲۰۱۶، ساعت ۲۰:۰۰ به ای‌دی‌تی (یوتی‌سی ۴:۰۰-)، در هتل فانتن‌بلو در میامی بیچ، فلوریدا برگزار شد.
۲۴ تیم به هشت گروه سه تیمی تقسیم شدند که هر گروه شامل یک تیم از هر سه گلدان بود. تیم‌های یک انجمن (به استثنای تیم‌های "عام" که جایگزین تیمی از انجمن دیگر می‌شوند) در یک گلدان قرار گرفتند تا نتوانند در یک گروه قرار بگیرند. تیم‌های مکزیکی و آمریکایی در گروه‌های جدا از هم گذاشته شدند.
تخصیص تیم‌ها به هر گلدان بر اساس نتایج چهار دوره اخیر مسابقات تحت فرمت فعلی بود:
- گلدان ۱ شامل یک تیم از پاناما و دو تیم از السالوادور، یک تیم از نیکاراگوئه و بلیز و سه تیم از کارائیب بود.
- گلدان ۲ شامل دو تیم از از کاستاریکا، هندوراس و گواتمالا، تیم اول پاناما و یک تیم از کانادا بود.
- گلدان ۳ شامل چهار تیم از مکزیک و ایالات متحده بود.

| گلدان ۱        | گلدان ۱         | گلدان ۱      | گلدان ۱              |
| -------------- | --------------- | ------------ | -------------------- |
| پلازا آمادور   | آلیانسا         | دراگون       | رئال استیلی          |
| پلیس یونایتد   | سنترال          | دبلیو کانکشن | دون بوسکو            |
| گلدان ۲        |                 |              |                      |
| هردیانو        | ساپریسا         | المپیا       | هندوراس پروگرسو      |
| سوئیچتپکز      | آنتیگوا         | عربه یونیدو  | ونکوور وایتکپس       |
| گلدان ۳        |                 |              |                      |
| اونال          | پاچوکا          | اونام        | مونتری               |
| پورتلند تیمبرز | نیویورک رد بولز | دالاس        | اسپورتینگ کانزاس‌سیتی |

## برنامه مسابقات
برنامه مسابقات به شرح زیر است:
| مرحله       | دور           | بازی رفت           | بازی برگشت             |
| ----------- | ------------- | ------------------ | ---------------------- |
| مرحله گروهی | هفته ۱        | ۲–۴ اوت ۲۰۱۶       | ۲–۴ اوت ۲۰۱۶           |
| مرحله گروهی | هفته ۲        | ۱۶–۱۸ اوت ۲۰۱۶     | ۱۶–۱۸ اوت ۲۰۱۶         |
| مرحله گروهی | هفته ۳        | ۲۳–۲۵ اوت ۲۰۱۶     | ۲۳–۲۵ اوت ۲۰۱۶         |
| مرحله گروهی | هفته ۴        | ۱۳–۱۵ سپتامبر ۲۰۱۶ | ۱۳–۱۵ سپتامبر ۲۰۱۶     |
| مرحله گروهی | هفته ۵        | ۲۷–۲۹ سپتامبر ۲۰۱۶ | ۲۷–۲۹ سپتامبر ۲۰۱۶     |
| مرحله گروهی | هفته ۶        | ۱۸–۲۰ اکتبر ۲۰۱۶   | ۱۸–۲۰ اکتبر ۲۰۱۶       |
| مرحله حذفی  | یک‌چهارم نهایی | ۲۱–۲۳ فوریه ۲۰۱۷   | ۲۸ فوریه – ۲ مارس ۲۰۱۷ |
| مرحله حذفی  | نیمه نهایی    | ۱۴–۱۵ مارس ۲۰۱۷    | ۴–۵ آوریل ۲۰۱۷         |
| مرحله حذفی  | فینال         | ۱۸ آوریل ۲۰۱۷      | ۲۶ آوریل ۲۰۱۷          |

## مرحله گروهی
در مرحله گروهی، هر گروه به صورت نوبت‌گردشی و در قالب بازی‌های رفت و برگشت برگزار شد. برندگان هر گروه به مرحله یک‌چهارم نهایی راه یافتند.
تساوی‌شکن‌ها
1. تعداد امتیازات بیشتر در مسابقات بین تیم‌های مربوطه
2. تفاضل گل بیشتر در مسابقات بین تیم‌های مربوطه
3. تعداد گل‌های زده شده خارج از خانه در بازی‌های بین تیم‌های مربوطه بیشتر است
4. تفاضل گل بیشتر در تمام مسابقات گروهی
5. تعداد گل‌های زده شده بیشتر در بازی‌های گروهی
6. تعداد گل‌های زده خارج از خانه بیشتر در تمام بازی‌های گروهی
7. قرعه کشی

### گروه A
| رتبه | تیم             | بازی | برد | مساوی | باخت | گل زده | گل خورده | گل تفاضل | امتیاز | صلاحیت     |
| ---- | --------------- | ---- | --- | ----- | ---- | ------ | -------- | -------- | ------ | ---------- |
| ۱    | اونام           | ۴    | ۳   | ۰     | ۱    | ۱۵     | ۵        | ۱۰+      | ۹      | مرحله حذفی |
| ۲    | هندوراس پروگرسو | ۴    | ۲   | ۱     | ۱    | ۴      | ۴        | ۰        | ۷      |            |
| ۳    | دبلیو کانکشن    | ۴    | ۰   | ۱     | ۳    | ۴      | ۱۴       | ۱۰−      | ۱      |            |

### گروه B
| رتبه | تیم            | بازی | برد | مساوی | باخت | گل زده | گل خورده | گل تفاضل | امتیاز | صلاحیت     |
| ---- | -------------- | ---- | --- | ----- | ---- | ------ | -------- | -------- | ------ | ---------- |
| ۱    | ساپریسا        | ۴    | ۲   | ۲     | ۰    | ۱۱     | ۳        | ۸+       | ۸      | مرحله حذفی |
| ۲    | پورتلند تیمبرز | ۴    | ۲   | ۱     | ۱    | ۷      | ۷        | ۰        | ۷      |            |
| ۳    | دراگون         | ۴    | ۰   | ۱     | ۳    | ۲      | ۱۰       | ۸−       | ۱      |            |

### گروه C
| رتبه | تیم                  | بازی | برد | مساوی | باخت | گل زده | گل خورده | گل تفاضل | امتیاز | صلاحیت     |
| ---- | -------------------- | ---- | --- | ----- | ---- | ------ | -------- | -------- | ------ | ---------- |
| ۱    | ونکوور وایتکپس       | ۴    | ۴   | ۰     | ۰    | ۱۰     | ۲        | ۸+       | ۱۲     | مرحله حذفی |
| ۲    | اسپورتینگ کانزاس‌سیتی | ۴    | ۱   | ۱     | ۲    | ۶      | ۸        | ۲−       | ۴      |            |
| ۳    | سنترال               | ۴    | ۰   | ۱     | ۳    | ۴      | ۱۰       | ۶−       | ۱      |            |

### گروه D
| رتبه | تیم         | بازی | برد | مساوی | باخت | گل زده | گل خورده | گل تفاضل | امتیاز | صلاحیت     |
| ---- | ----------- | ---- | --- | ----- | ---- | ------ | -------- | -------- | ------ | ---------- |
| ۱    | عربه یونیدو | ۴    | ۴   | ۰     | ۰    | ۱۲     | ۵        | ۷+       | ۱۲     | مرحله حذفی |
| ۲    | مونتری      | ۴    | ۲   | ۰     | ۲    | ۹      | ۵        | ۴+       | ۶      |            |
| ۳    | دون بوسکو   | ۴    | ۰   | ۰     | ۴    | ۲      | ۱۳       | ۱۱−      | ۰      |            |

### گروه E
| رتبه | تیم          | بازی | برد | مساوی | باخت | گل زده | گل خورده | گل تفاضل | امتیاز | صلاحیت     |
| ---- | ------------ | ---- | --- | ----- | ---- | ------ | -------- | -------- | ------ | ---------- |
| ۱    | پاچوکا       | ۴    | ۳   | ۱     | ۰    | ۱۹     | ۴        | ۱۵+      | ۱۰     | مرحله حذفی |
| ۲    | المپیا       | ۴    | ۲   | ۱     | ۱    | ۱۳     | ۶        | ۷+       | ۷      |            |
| ۳    | پلیس یونایتد | ۴    | ۰   | ۰     | ۴    | ۱      | ۲۳       | ۲۲−      | ۰      |            |

### گروه F
| رتبه | تیم             | بازی | برد | مساوی | باخت | گل زده | گل خورده | گل تفاضل | امتیاز | صلاحیت     |
| ---- | --------------- | ---- | --- | ----- | ---- | ------ | -------- | -------- | ------ | ---------- |
| ۱    | نیویورک رد بولز | ۴    | ۲   | ۲     | ۰    | ۵      | ۱        | ۴+       | ۸      | مرحله حذفی |
| ۲    | آلیانسا         | ۴    | ۱   | ۲     | ۱    | ۵      | ۴        | ۱+       | ۵      |            |
| ۳    | آنتیگوا         | ۴    | ۰   | ۲     | ۲    | ۲      | ۷        | ۵−       | ۲      |            |

### گروه G
| رتبه | تیم          | بازی | برد | مساوی | باخت | گل زده | گل خورده | گل تفاضل | امتیاز | صلاحیت     |
| ---- | ------------ | ---- | --- | ----- | ---- | ------ | -------- | -------- | ------ | ---------- |
| ۱    | اونال        | ۴    | ۳   | ۰     | ۱    | ۹      | ۳        | ۶+       | ۹      | مرحله حذفی |
| ۲    | هردیانو      | ۴    | ۱   | ۱     | ۲    | ۴      | ۷        | ۳−       | ۴      |            |
| ۳    | پلازا آمادور | ۴    | ۱   | ۱     | ۲    | ۳      | ۶        | ۳−       | ۴      |            |

### گروه H
| رتبه | تیم         | بازی | برد | مساوی | باخت | گل زده | گل خورده | گل تفاضل | امتیاز | صلاحیت     |
| ---- | ----------- | ---- | --- | ----- | ---- | ------ | -------- | -------- | ------ | ---------- |
| ۱    | دالاس       | ۴    | ۲   | ۲     | ۰    | ۸      | ۴        | ۴+       | ۸      | مرحله حذفی |
| ۲    | سوئیچتپکز   | ۴    | ۱   | ۲     | ۱    | ۴      | ۶        | ۲−       | ۵      |            |
| ۳    | رئال استیلی | ۴    | ۰   | ۲     | ۲    | ۳      | ۵        | ۲−       | ۲      |            |

## مرحله حذفی
در مرحله حذفی، هشت تیم در یک تورنمنت تک‌حذفی بازی کردند. هر مسابقه به صورت رفت و برگشت برگزار می‌شد و تیم با رتبه بالاتر میزبان بازی برگشت بود. اگر نتیجه بعد از زمان معمول بازی برگشت مساوی باشد، اما بعد از وقت اضافه مساوی نباشد، از قانون گل زده در خانه حریف استفاده می‌شد و بنابراین اگر مجموع امتیازات بعد از وقت اضافه بازی برگشت مساوی باشد، برنده با ضربات پنالتی مشخص می‌شد.

### سیدبندی
تیم‌های صعود کرده در مرحله حذفی با توجه به نتایج خود در مرحله گروهی از ۱ تا ۸ رده بندی شدند.

| سید | گروه | تیم             | بازی | برد | مساوی | باخت | گل زده | گل خورده | گل تفاضل | امتیاز |
| --- | ---- | --------------- | ---- | --- | ----- | ---- | ------ | -------- | -------- | ------ |
| ۱   | C    | ونکوور وایتکپس  | ۴    | ۴   | ۰     | ۰    | ۱۰     | ۲        | ۸+       | ۱۲     |
| ۲   | D    | عربه یونیدو     | ۴    | ۴   | ۰     | ۰    | ۱۲     | ۵        | ۷+       | ۱۲     |
| ۳   | E    | پاچوکا          | ۴    | ۳   | ۱     | ۰    | ۱۹     | ۴        | ۱۵+      | ۱۰     |
| ۴   | A    | اونام           | ۴    | ۳   | ۰     | ۱    | ۱۵     | ۵        | ۱۰+      | ۹      |
| ۵   | G    | اونال           | ۴    | ۳   | ۰     | ۱    | ۹      | ۳        | ۶+       | ۹      |
| ۶   | B    | ساپریسا         | ۴    | ۲   | ۲     | ۰    | ۱۱     | ۳        | ۸+       | ۸      |
| ۷   | H    | دالاس           | ۴    | ۲   | ۲     | ۰    | ۸      | ۴        | ۴+       | ۸      |
| ۸   | F    | نیویورک رد بولز | ۴    | ۲   | ۲     | ۰    | ۵      | ۱        | ۴+       | ۸      |

### نمودار
|  | یک‌چهارم نهایی | یک‌چهارم نهایی  | یک‌چهارم نهایی  | یک‌چهارم نهایی | یک‌چهارم نهایی |   |                 | نیمه نهایی | نیمه نهایی | نیمه نهایی | نیمه نهایی | نیمه نهایی |  |  | فینال | فینال | فینال | فینال | فینال |
|  |               |                |                |               |               |   |                 |            |            |            |            |            |  |  |       |       |       |       |       |
|  | ۵             | اونال          | ۱              | ۳             | ۴             |   |                 |            |            |            |            |            |  |  |       |       |       |       |       |
|  | ۴             | اونام          | ۱              | ۰             | ۱             |   |                 |            |            |            |            |            |  |  |       |       |       |       |       |
|  | ۴             | اونام          | ۱              | ۰             | ۱             |   | ۵               | اونال      | ۲          | ۲          | ۴          |            |  |  |       |       |       |       |       |
|  |               |                |                |               |               |   | ۵               | اونال      | ۲          | ۲          | ۴          |            |  |  |       |       |       |       |       |
|  |               | ۱              | ونکوور وایتکپس | ۰             | ۱             | ۱ |                 |            |            |            |            |            |  |  |       |       |       |       |       |
|  | ۸             | ۱              | ونکوور وایتکپس | ۰             | ۱             | ۱ | نیویورک رد بولز | ۱          | ۰          | ۱          |            |            |  |  |       |       |       |       |       |
|  | ۸             |                |                |               |               |   | نیویورک رد بولز | ۱          | ۰          | ۱          |            |            |  |  |       |       |       |       |       |
|  | ۱             | ونکوور وایتکپس | ۱              | ۲             | ۳             |   |                 |            |            |            |            |            |  |  |       |       |       |       |       |
|  |               |                |                |               |               |   |                 |            |            |            |            |            |  |  | ۵     | اونال | ۱     | ۰     | ۱     |
|  |               |                | ۳              | پاچوکا        | ۱             | ۱ | ۲               |            |            |            |            |            |  |  |       |       |       |       |       |
|  | ۷             | دالاس          | ۴              | ۱             | ۵             |   |                 |            |            |            |            |            |  |  |       |       |       |       |       |
|  | ۲             | عربه یونیدو    | ۰              | ۲             | ۲             |   |                 |            |            |            |            |            |  |  |       |       |       |       |       |
|  | ۲             | عربه یونیدو    | ۰              | ۲             | ۲             |   | ۷               | دالاس      | ۲          | ۱          | ۳          |            |  |  |       |       |       |       |       |
|  |               |                |                |               |               |   | ۷               | دالاس      | ۲          | ۱          | ۳          |            |  |  |       |       |       |       |       |
|  |               | ۳              | پاچوکا         | ۱             | ۳             | ۴ |                 |            |            |            |            |            |  |  |       |       |       |       |       |
|  | ۶             | ۳              | پاچوکا         | ۱             | ۳             | ۴ | ساپریسا         | ۰          | ۰          | ۰          |            |            |  |  |       |       |       |       |       |
|  | ۶             |                |                |               |               |   | ساپریسا         | ۰          | ۰          | ۰          |            |            |  |  |       |       |       |       |       |
|  | ۳             | پاچوکا         | ۰              | ۴             | ۴             |   |                 |            |            |            |            |            |  |  |       |       |       |       |       |

### یک‌چهارم نهایی
| تیم ۱           | نتیجه نهایی | تیم ۲          | بازی رفت | بازی برگشت |
| --------------- | ----------- | -------------- | -------- | ---------- |
| نیویورک رد بولز | ۱–۳         | ونکوور وایتکپس | ۱–۱      | ۰–۲        |
| دالاس           | ۵–۲         | عربه یونیدو    | ۴–۰      | ۱–۲        |
| ساپریسا         | ۰–۴         | پاچوکا         | ۰–۰      | ۰–۴        |
| اونال           | ۴–۱         | اونام          | ۱–۱      | ۳–۰        |

### نیمه نهایی
| تیم ۱ | نتیجه نهایی | تیم ۲          | بازی رفت | بازی برگشت |
| ----- | ----------- | -------------- | -------- | ---------- |
| اونال | ۴–۱         | ونکوور وایتکپس | ۲–۰      | ۲–۱        |
| دالاس | ۳–۴         | پاچوکا         | ۲–۱      | ۱–۳        |

### فینال
| تیم ۱ | نتیجه نهایی | تیم ۲  | بازی رفت | بازی برگشت |
| ----- | ----------- | ------ | -------- | ---------- |
| اونال | ۱–۲         | پاچوکا | ۱–۱      | ۰–۱        |

## گلزنان برتر
| رتبه | بازیکن              | باشگاه          | گل‌ها |
| ---- | ------------------- | --------------- | ---- |
| ۱    | هیروینگ لوزانو      | پاچوکا          | ۸    |
| ۲    | فرانکو خارا         | پاچوکا          | ۶    |
| ۳    | خوزه گونزالس        | عربه یونیدو     | ۵    |
| ۳    | کریستین تکیرا       | ونکوور وایتکپس  | ۵    |
| ۵    | اسکار گوئرو         | آلیانسا         | ۴    |
| ۶    | کلین آکوستا         | دالاس           | ۳    |
| ۶    | ماروین آنگولو       | ساپریسا         | ۳    |
| ۶    | رولاندو بلکبرن      | ساپریسا         | ۳    |
| ۶    | ادوین کاردونا       | مونتری          | ۳    |
| ۶    | کارلو کوستلی        | المپیا          | ۳    |
| ۶    | ادواردو هررا        | اونام           | ۳    |
| ۶    | ویکتور مونکادا      | هندوراس پروگرسو | ۳    |
| ۶    | آلفونسو نیتو        | اونام           | ۳    |
| ۶    | یندریک رویز         | هردیانو         | ۳    |
| ۶    | جاناتان اورتاویسکیا | پاچوکا          | ۳    |

منبع:

## جوایز
| جایزه                 | بازیکن         | تیم    |
| --------------------- | -------------- | ------ |
| توپ طلایی             | فرانکو خارا    | پاچوکا |
| کفش طلایی             | هیروینگ لوزانو | پاچوکا |
| دستکش طلایی           | آلفونسو بلانکو | پاچوکا |
| بهترین بازیکن جوان    | هیروینگ لوزانو | پاچوکا |
| جایزه بازی جوانمردانه | —              | دالاس  |

| هفته        | بازیکن هفته         | بازیکن هفته    | دروازه‌بان هفته | دروازه‌بان هفته  |
| هفته        | بازیکن              | تیم            | بازیکن         | تیم             |
| مرحله گروهی | مرحله گروهی         | مرحله گروهی    | مرحله گروهی    | مرحله گروهی     |
| ----------- | ------------------- | -------------- | -------------- | --------------- |
| هفته ۱      | لوئیس کینتانا       | اونام          | خوزتو یورنته   | رئال استیلی     |
| هفته ۲      | ماروین آنگولو       | ساپریسا        | مانوئل سوزا    | سوئیچتپکز       |
| هفته ۳      | یوئل بارسناس        | عربه یونیدو    | کیث آلن        | پلیس یونایتد    |
| هفته ۴      | هیروینگ لوزانو      | پاچوکا         | میگل لوید      | عربه یونیدو     |
| هفته ۵      | کریستین تکیرا       | ونکوور وایتکپس | وودرو وست      | هندوراس پروگرسو |
| هفته ۶      | فیدل مارتینز        | اونام          | جیمز ایلان     | دون بوسکو       |
| مرحله حذفی  |                     |                |                |                 |
| هفته ۷      | ماتیاس بریتوس       | اونام          | آلفونسو بلانکو | پاچوکا          |
| هفته ۸      | جاناتان اورتاویسکیا | پاچوکا         | آلفونسو بلانکو | پاچوکا          |
| هفته ۹      | ادواردو وارگاس      | اونال          | کریس سیتز      | دالاس           |
| هفته ۱۰     | خاویر آکینو         | اونال          | دیوید اوستد    | ونکوور وایتکپس  |

## جوایز مالی
تیم‌های صعود کرده به نیمه نهایی توسط کونکاکاف جایزه مالی دریافت کردند.
| مرحله       | تعداد باشگاه‌ها | جایزه مالی هر باشگاه |
| ----------- | -------------- | -------------------- |
| قهرمان      | ۱              | $۵۰۰,۰۰۰             |
| نایب قهرمان | ۱              | $۳۰۰,۰۰۰             |
| نیمه نهایی  | ۲              | $۲۰۰,۰۰۰             |
| مجموع       | ۴              | $۱,۲۰۰,۰۰۰           |